# Lin Zisu
Lin Zisu (chiń. upr. 林子苏; pinyin Lín Zǐsū) – chiński brydżysta.

## Wyniki brydżowe

### Zawody światowe
W światowych zawodach zdobył następujące lokaty:
| Mistrzostwa Świata. Konkurencja teamów | Mistrzostwa Świata. Konkurencja teamów | Mistrzostwa Świata. Konkurencja teamów | Mistrzostwa Świata. Konkurencja teamów | Mistrzostwa Świata. Konkurencja teamów | Mistrzostwa Świata. Konkurencja teamów |
| Rok                                    | Miejsce                                | Zawody                                 | Kategoria                              | Drużyna                                | Pozycja                                |
| -------------------------------------- | -------------------------------------- | -------------------------------------- | -------------------------------------- | -------------------------------------- | -------------------------------------- |
| 2014                                   | Sanya                                  | 14. Seria Mistrzostw Świata            | Open                                   | Lucky Seven                            | 47                                     |
| 2010                                   | Filadelfia                             | 13 Seria Mistrzostw Świata             | Juniorzy                               | China                                  | 3                                      |
| 2007                                   | Szanghaj                               | 38 Mistrzostwa Świata Teamów           | Trans                                  | Shanghai Youth 1                       | 85                                     |

## Klasyfikacja
- Lin Zisu – klasyfikacja WBF (ang.)